# Matthias Calonius
Matthias Calonius (født 27. december 1737 i Saarijärvi, død 13. september 1817) var en finsk retslærer.
Calonius blev student 1757, docent 1764 i Åbo efter uden præses og respondens at have forsvaret en historisk dissertation De nova fade orbis Europæi circa sæculum reformationis exorta, 1769 adjunkt i det filosofiske fakultet og universitetssekretær, 1778 eneste professor juris, 1793-1800 medlem af den svenske Højesteret, overtog derefter igen - indtil 1815 - sit professorembede, 1809-16 tillige prokurator for regeringskonseillet for Finland. Som universitetslærer tilførte Calonius den retslige undervisning og litteratur nyt og friskt blod, han var en juridisk begavelse af første rang, skarp og klar i tanke, sikker og bestemt, som dommer i besiddelse af en usvigelig og ubøjelig retfærdighedssans. Som retshistoriker fulgte han i Stiernhööks fodspor med dissertationen De prisco in patria servorum juri (1780, udgivet i Tyskland af Carl Schildener, 1819, oversat på svensk af Jeremias Wilhelm Liffmann, 1836); hans øvrige skrifter, der omspændte både strafferet, civilret og procesret - De poena homicidii adtentati (1780), De præscriptione criminum (1785), De pactis antenuptialibus (1781), De hypotheca (1786 og 1792) og andre - udøvede også i legislativ henseende betydelig indflydelse; en del af hans på latin skrevne bindstærke tidligere utrykte forelæsninger Prælectiones in iurisprudentiam civilem udgivet 1908 af Wilhelm Chydenius og Väinö Nordström. I de for Finlands politiske og statsretslige eksistens skæbnesvangre år stod Calonius som et tårn i kampen; sin frimodige og mandige karakter lagde han for dagen blandt andet i det berømte rektoratsprogram af 21. juni 1808; men da den politiske omvæltning var fuldbyrdet, var han både sit lands og sin storfyrstes trofaste og loyale tjener, vagtsom over for russiske forsøg på at omgå den nye grundlovfæstede ordning, men på den anden side uden at lægge fingrene imellem over for landsmænd, der ville fiske i rørt vande. Det var Calonius' forslag til organisation af et regeringskonseil, der i alt væsentligt blev ophøjet til lov, og Calonius var selvskrevet til det vigtige embede som prokurator ved konseillet, et embede, han røgtede med den ham egne kraft, energi og upartiskhed. Til det mindesmærke, Calonius' taknemmelige landsmænd rejste over ham, bidrog også Finlands storfyrste, zar Alexander I. Calonius' Opera omnia, udgivet af Adolf Ivar Arwidsson (I, 1829, II, 1830, III-V, 1833 og 1836 med bistand af Carl Johan Schlyter, indeholder blandt andet Calonius' voteringer i Højesteret), et supplementbind indeholdende blandt andet Calonius' erklæringer som regerings-prokurator, blev udgivet 1870 af Theodor Sederholm. Af stor interesse er Calonius' fortrolige brevveksling med hans ungdomsven, Henrik Gabriel Porthan: H. G. Porthans bref till Matthias Calonius (2 bind, 1886) og Matthias Calonius' bref till H. G. Porthan åren 1793-1800 (1902), samtlige udgivne af Svenska litteratursällskapet i Finland ved Wilhelm Lagus.